# Sergej Ivanovič Gusev-Orenburgskij
Sergej Ivanovič Gusev-Orenburgskij, (in russo Серге́й Иванович Гусев-Оренбургский?) (Orenburg, 5 ottobre 1867 – New York, 1º giugno 1963), è stato uno scrittore russo.

## Biografia
Nacque in una famiglia di commercianti.
Fu considerato il decano del gruppo di letterati russi espatriati dal Paese dopo la Rivoluzione d'ottobre, oltreché l'erede di Gor'kij, con il quale strinse una profonda amicizia.
Se le sue prime opere a tematica religiosa, pubblicate a partire dal 1890 e ispirate da Leskov e da Pomjalovskij, sono ormai trascurate, è rinomato ancora oggi per un voluminoso romanzo documentario, che lo rese celebre già presso i suoi contemporanei, intitolato Strana octov ("Il paese dei padri", 1905), nel quale descrisse in modo efficace la società e la vita russa a cavallo dell'Ottocento e del Novecento, focalizzando la sua analisi sull'evoluzione del capitalismo russo in relazione alla rivoluzione e alla condizione drammatica dei contadini.
Altri due romanzi successivi si incentrarono sugli stessi temi con l'aggiunta della descrizione della situazione dei religiosi nel suo Paese, dopodiché l'autore si accostò ai modelli letterari modernisti e romantici, allontanandosi dal Realismo precedente.
Gusev-Orenburgskij rimase fortemente deluso dalla Rivoluzione del 1917, soprattutto perché vista e interpretata da lui alla luce delle speranze fallite da quella del 1905.
Dopo il 1917 emigrò negli Stati Uniti d'America, dove dopo dieci anni pubblicò la novella La terra dei bambini.
Fu membro del gruppo letterario Sreda.